# Марчана Марина
Марча̀на Марѝна (на италиански: Marciana Marina) е село и община в Централна Италия, провинция Ливорно, регион Тоскана. Разположено е на 3 m надморска височина, на серерния бряг на остров Елба Населението на общината е 1970 души (към 2018 г.).
Това е една от седемте общини в острова Елба.